# مایکل مونی
مایکل مونی (به انگلیسی: Kyle Gallner) (زاده ۱۲ ژوئن ۱۹۷۵) بازیگر آمریکایی است.
از فیلم‌های معروف او می‌توان به بازی در مجموعه تلویزیونی ورونیکا مارس اشاره کرد.